# Dangberg Home Ranch Historic Park
Der Dangberg Home Ranch Historic Park ist ein 2 ha großer State Park im Douglas County des US-Bundesstaates Nevada. Er befindet sich im Carson Valley südlich von Carson City und ist über die Nevada State Route 88 erreichbar. Die Dangberg Ranch gehörte zu den ersten und größten Farmen in Nevada.
Die Dangberg Home Ranch wurde 1857 von dem deutschen Einwanderer Heinrich Friedrich Dangberg (Senior) begründet. Er baute eine einfache Hütte und begann das Land zu roden und zu bestellen. Nach seiner Heirat wurde das Haus entsprechend vergrößert um darin 5 Kinder großziehen zu können. Dangberg selbst entwickelte sich zum erfolgreichen Farmer, Geschäftsmann und Politiker und bei seinem Tode im Jahr 1904 umfasste das Gelände der Farm 8100 ha.
Die Familie gründete 1902 ein Unternehmen, die Dangberg Land & Livestock Co. und erweiterte ihre Liegenschaften auf über 20.000 ha, zu denen auch Schaf- und Rinderfarmen im Douglas County und benachbarten kalifornischen Alpine County gehörten.
Die Ortschaft Minden wurde 1906 von den Dangbergs gegründet und gemeinsam mit anderen Ranchern mehrere landwirtschaftlich orientierte Geschäftsfelder eingerichtet.
Im 1991 eröffneten Dangberg Home Ranch Historic Park stehen mehrere historische Gebäude, die zwischen 1857 und 1917 erbaut wurden, darunter das Wohnhaus der Dangbergs mit 15 Zimmern. Mit diesem als Museum eingerichteten und den anderen Wirtschaftsgebäuden wird die Siedlungsgeschichte der Region auch in wechselnden Ausstellungen dargestellt.
Im State Park und dem umliegenden Farmgelände können eine Reihe von Vögeln beobachtet werden, darunter Weißkopfseeadler, Kanadareiher, verschiedene Falken und Eulen, Kanadagänse, Kanadakraniche, Ibisse und Keilschwanz-Regenpfeifer. Im Rahmen des Farmbetriebs der Park Land and Cattle Company sind auch grasende Rinder und Kälber zu sehen.